# Бергамо (волейбольный клуб)
«Бергамо» — итальянский женский волейбольный клуб из одноимённого города.
Команда клуба носила названия: 1992—2018 — «Фоппапедретти», 2018—2021 — «Дзанетти».

## Достижения
- 8-кратный чемпион Италии — 1996, 1997, 1998, 1999, 2002, 2004, 2006, 2011.
  - двукратный серебряный призёр чемпионата Италии — 2001, 2005.
  - трёхкратный бронзовый призёр чемпионата Италии — 2008, 2009, 2010.
- 6-кратный победитель Кубка Италии — 1996, 1997, 1998, 2006, 2008, 2016.
  - 7-кратный финалист Кубка Италии — 2001, 2002, 2004, 2005, 2010, 2011, 2014.
- 6-кратный победитель Суперкубка Италии — 1996, 1997, 1998, 1999, 2004, 2011.
- 7-кратный победитель Кубка европейских чемпионов/Лиги чемпионов ЕКВ — 1997, 1999, 2000, 2005, 2007, 2009, 2010.
  - серебряный призёр Лиги чемпионов ЕКВ — 2002.
  - двукратный бронзовый призёр Кубка европейских чемпионов/Лиги чемпионов ЕКВ — 1998, 2006.
- победитель Кубка Европейской конфедерации волейбола (ЕКВ) — 2004.
  - серебряный призёр Кубка ЕКВ — 2001.

## История
Женская волейбольная команда «Бергамо» была образована в 1991 году. В том же году дебютировала в серии В1 чемпионата Италии. С 1992 основным спонсором клуба является компания «Фоппапедретти» (по которой команда получила название). По итогам сезона 1992—1993 команда заняла первое место в серии В1, выйдя в серию А2.
Во втором по значимости дивизионе женского волейбола Италии команда из Бергамо задержалась лишь на сезон и, выиграв в 1994 году соревнования в серии А2, «Фоппапедретти» вошла в число сильнейших команд страны.
Перед началом сезона 1995—1996 состав команды серьёзно обновился. Новичками стали звёзды мирового и национального масштаба — американка Прикеба Фиппс, игроки сборной Италии Мауриция Каччатори, Дарина Мифкова и Сабина Туррини. Также в команде остались и лидеры прошлого сезона — Антонелла Брагалья, Луизелья Милани и бразильянка Жизель Гавио. Этот сезон для «Фоппапедретти» стал триумфальным: под руководством болгарского наставника Атанаса Малинова волейболистки из Бергамо вышли победителями во всех трёх национальных турнирах — чемпионате, Кубке и Суперкубке. Интересно, что в финале каждого из турниров «Фоппапедретти» побеждал одного и того же соперника — «Модену».
Подобного триумфа «Фоппапедретти» добивалась и в двух последующих сезонах. К этому добавился успех и на европейской арене. В марте 1997 года в Бергамо прошёл финал четырёх Кубка европейских чемпионов, в решающем матче которого волейболистки из Бергамо обыграли грозную российскую «Уралочку» со счётом 3:1.
В 1997—2000 годах главным тренером «Фоппапедретти» был Марко Бонитта. Под его руководством команда дважды выигрывала чемпионат Италии, один раз Кубок и дважды Суперкубок страны, а также дважды побеждала в розыгрыше Кубка европейских чемпионов. В сезоне 1998—1999 игру команды во многом определяли хорватско-российская связующая Ирина Кириллова, выдающиеся кубинские волейболистки Мирея Луис, Анна Ибис Фернандес и Марленис Коста, а также бразильянки Жизель Гавио, Хилма Калдейра и Розана Апаресидо.
В 2000 году Бонитта возглавил сборную Италии, а место наставника «Фоппапедретти» занял Джузеппе Куккарини, под руководством которого начался новый цикл в истории клуба. Состав команды из Бергамо серьёзно изменился. Несмотря на это «Фоппапедретти» продолжала занимать лидирующее положение в итальянском и европейском волейболе. В сезоне 2000—2001 команда играла в финале всех турниров, в которых принимала участие, хотя ни в одном из них победы не добилась.
В 2002 «Фоппапедретти» в 5-й раз выигрывает золотые медали чемпионата Италии, после чего команду ожидали большие перемены. Новым тренером назначен Марио Ди Пьетро, из прошлогоднего состава осталось лишь 5 волейболисток. Новичками стали чемпионка мира Паджи, россиянка Соколова, польская связующая Гуйска, американка Боун, сербка Николич. Остались в строю Каччатори, Пиччинини, Балделли, Турля, Маринкович. Все эти перемены не лучшим образом сказались на результатах и впервые за последние 7 лет «Фоппапедретти» осталась без каких либо титулов и медалей.
В 2003—2005 главным тренером команды был Джованни Капрара. Под его руководством команда в 2004 вернула себе звание сильнейшей в Италии, выиграла Суперкубок страны и Кубок Европейской конфедерации волейбола, а также стала финалистом Кубка Италии. В 2005 после 5-летнего перерыва волейболистки из Бергамо выиграли главный клубный трофей Европы — Лигу чемпионов, обыграв в финале другую итальянскую команду — «Асистел» из Новары. Игру «Фоппапедретти» во многом определяли звёзды мирового волейбола, такие как Соколова, немка Грюн, украинская связующая Жукова, хорватка Поляк, а также лидеры сборной Италии Паджи, Пиччинини, Барацца, Секоло и другие.
В 2005 году Капрара возглавил сборную России, а главным тренером команды из Бергамо стал Марко Фенольо, занимавший эту должность в течение двух сезонов (2005—2007). 2006 год под его руководством для «Фоппапедретти» вновь принёс значительные успехи — золото чемпионата Италии, Кубок страны, бронзовые награды Лиги чемпионов. В том сезоне руководство клуба решило сделать основную ставку на итальянских волейболисток. К уже игравшим в команде Пиччинини, Паджи, Секоло, Барацце, Ортолани, Кроче прибавилась связующая сборной Италии Элеонора Ло Бьянко. Также остались в Бергамо и иностранки Грюн, Гуйска, Поляк и финка Лехтонен.
Сезон 2006—2007 на внутренней арене «Фоппапедретти» успеха не принёс — команда не попала в финал Кубка, а в чемпионате выбыла уже на четвертьфинальной стадии. Тем не менее в марте в Цюрихе в финале Лиги чемпионов волейболистки из Бергамо уже в 7-й раз стали обладателями самого главного европейского клубного трофея, победив в финале в драматичной борьбе московское «Динамо» во главе с Гамовой со счётом 3:2.
В 2007—2010 пост наставника «красно-синих» (прозвище волейболисток команды) занимал Лоренцо Мичелли. Основную ставку руководство клуба в этот период продолжало делать на итальянских волейболисток. Сборная страны большей частью комплектовалась именно на основе «Фоппапедретти». В сезоне 2009—2010 в составе команды было лишь две иностранных спортсменки — полька Гуйска и немка Фюрст. И если на внутренней арене за это трёхлетие волейболистки из Бергамо ни разу не смогли выиграть первенство, каждый раз оступаясь в полуфинале плей-офф, и лишь раз стали обладателями Кубка страны, то в Лиге чемпионов «Фоппапедретти» продолжала доминировать. Дважды подряд «красно-синие» выигрывали главную Лигу Европы. В 2009 в финале вновь, как и два года назад, было обыграно московское «Динамо» и с тем же счётом 3:2, а в 2010 в решающем матче против напора итальянок также в пяти партиях не устоял турецкий «Фенербахче». После этих побед команда стала 7-кратным победителем главного клубного соревнования Европы, уступая по этому показателю лишь российским «Динамо» (Москва) и «Уралочке», на счету которых 11 и 8 трофеев, соответственно.
В 2010 Мичелли возглавил турецкий «Эджзачибаши», а главным тренером «Фоппапедретти» стал Давиде Маццанти. В итальянских национальных соревнованиях сезона 2010—2011 волейболистки из Бергамо после некоторого перерыва вновь задавали тон, уже в 8-й раз став чемпионами страны, а также выйдя в финал Кубка и выиграв Суперкубок. А вот в Лиге чемпионов команду ждало фиаско. Попав в групповом турнире на своих недавних оппонентов по финалу Лиги — «Фенербахче» и московское «Динамо», «Фоппапедретти» проиграла им все 4 матча и закончила соревнования, не сумев выйти в плей-офф. По окончании сезона целый ряд ведущих волейболисток покинул Бергамо. Из лидеров прошлых лет остались лишь ветеран Франческа Пиччинини, Валентина Арригетти, Энрика Мерло и Кьяра Ди Юлио. Иностранных звёзд мировой величины в Бергамо тоже не осталось. Экономический кризис в странах Европы больно ударил по итальянским волейбольным клубам. Несколько ведущих команд страны либо прекратили своё существование, либо значительно сбавили в результатах. Табель о рангах в волейбольном хозяйстве Италии во многом приобрела другой вид.
В сезоне 2011—2012 состав «Фоппапедретти» значительно омолодился, что негативным образом сказалось на результатах. Итоги сезона стали самыми неудачными за всё время выступлений волейболисток из Бергамо в серии А1. В регулярном первенстве «красно-синие» стали только шестыми, а в плей-офф уступили в полуфинале команде «Вилла-Кортезе». Этой же команде «Фоппапедретти» проиграла и в четвертьфинале Лиги чемпионов, правда только в экстра-сете.
В 2012 Маццанти возглавил бронзового призёра чемпионата Италии команду «Ребекки» (Пьяченца), а главным тренером «Фоппапедретти» стал Стефано Лаварини, прежде входивший в тренерский штаб команды. Игровой состав обновился самым кардинальным образом. С прошлого сезона остались лишь три волейболистки — Мерло, Ди Юлио и Диуф. Покинули команду Франческа Пиччинини (отыгравшая в Бергамо 13 сезонов), Валентина Арригетти, румынка Нуцу и другие. Новичками стали немка Вайсс, сербки Благоевич и Клисура, американки Кримс и Блэр Браун. Из известных итальянских волейболисток, пополнивших состав можно отметить только Марину Дзамбелли. Предварительный этап чемпионата Италии 2012—2013 «Фоппапедретти» закончила на 3-м месте, а в плей-офф выбыла на полуфинальной стадии, оставшись без медалей первенства.
В межсезонье Бергамо покинули обе американки — Кримс и Браун, а также итальянские волейболистки Ди Юлио, Дзамбелли, Бальбони и Деветаг. Пополнили команду Р.Фолье, М.Силла (обе — из «Карнаги» Вилла-Кортезе), Ф.Стуфи (из «Болоньи»), Л.Меланди (из молодёжной команды Бергамо) и чешка Л.Смутна. В предварительной части чемпионата Италии 2013—2014 волейболистки «Фоппапедретти» заняли 3-е место, а в серии плей-офф выбыли уже на четвертьфинальной стадии, уступив команде «Ямамай» (Бусто-Арсицио) в двух матчах с одинаковым счётом 0:3. В розыгрыше Кубка Италии 2014 волейболистки из Бергамо дошли до финала, где в трёх сетах проиграли «Ребекки» из Пьяченцы.
Чемпионат Италии 2014—2015 сложился для «Фоппапедретти» неудачно. В регулярном первенстве команда заняла лишь 8-е место, а в плей-офф, как и годом ранее, выбыла в четвертьфинале. В преддверии же нового сезона (2015—2016) состав Бергамо обновился коренным образом. Покинули команду сразу 7 волейболисток. Из новичков прежде всего следует отметить ветеранов — либеро Паолу Кардулло и связующую Элеонору Ло Бьянко. Также влились в состав «Фоппапедретти» бельгийка Альбрехт, хорватка Барун и итальянки Дженнари и Фриго. Почти все волейболистки (кроме Ло Бьянко) перешли в Бергамо из других итальянских команд. В 2016 команда из Бергамо выиграла Кубок страны, обыграв в финале со счётом 3:0 «Нордмекканику» из Пьяченцы. А вот в чемпионате Италии «Фоппапедретти» вновь осталась без медалей, заняв на предварительном этапе первенства лишь 7-е место и проиграв затем в полуфинале плей-офф всё той же «Нордмекканике».
Без медалей команда из Бергамо завершила и сезон 2016—2017, уступив в четвертьфинале чемпионата страны «Лю-Джо Нордмекканике» из Модены 1-2. Неудачи преследовали «Фоппапедретти» и в чемпионате страны 2017—2018, где одна из самых титулованных команд Италии заняла только 10-е место, впервые за всё время участия в серии А1 не попав в плей-офф.
В межсезонье 2018 основным спонсором клуба стала одна из крупнейших мировых компаний по производству сыров «Дзанетти Спа», по которой команда получила новое название. После неудачного прошедшего сезона практически полностью изменился состав. Из прежнего остались лишь 3 волейболистки. Кардинально обновлённая команда вновь, как и год ранее, не смогла выйти в плей-офф чемпионата Италии, заняв на предварительной стадии 9-е место.

## Волейбольный клуб «Воллей Бергамо»
- Президент клуба — Кьяра Паола Рускони.
- Генеральный менеджер — Стефано Роветта.
- Менеджер команды — Лудовико Карминати.

## Арена
Домашние матчи «Бергамо» проводит во дворце спорта «PalaNorda». Вместимость — 2250 зрителей. Также своих соперников в этом спортивном сооружении принимает и мужская команда «Олимпия», выступающая в серии A2 чемпионата Италии среди мужчин.

## Сезон 2024—2025

### Переходы
Пришли: В.Пьяни («Имоко Воллей»), В.Адриано («Ольбия»), Р.Карраро («Монтеккьо»), А.Больцонетти («Мачерата»), М.Штруббе («Альянц-МТВ», Германия), А.Мистретта («Трентино»), М.Армини («Савино Дель Бене»), А.Фарина («Мондови»), Э.Эванс («Гранд-Рапидс Райс», США), Л.Манфредини («Казальмаджоре»), М.Млейнкова («Олимпиакос», Греция), Э.Алькантара («Валенсианас де Хункос», Пуэрто-Рико), А.Сесе («Иль Бизонте Фиренце»), главный тренер К.Паризи («Иль Бизонте Фиренце»).
Ушли: Л.Бово, О.Фитцморрис, О.Ружаньски, Б.Бутиган, Р.Шаланка, Дж. Чеккетто, Л.Марис да Силва, Л.Чикола, С.Нервни, А.Пистолези, А.Давыскиба, Л.Меландри, Ф.Стуфи, Дж. Дженнари, главный тренер М.Сольфорати.

### Состав
| №  | Имя, фамилия              | Год рождения | Рост | Амплуа      | Гражданство |
| -- | ------------------------- | ------------ | ---- | ----------- | ----------- |
| 1  | Виттория Пьяни            | 1998         | 187  | нападающая  | Италия      |
| 3  | Вирджиния Адриано         | 2004         | 196  | нападающая  | Италия      |
| 5  | Роберта Карраро           | 1998         | 181  | связующая   | Италия      |
| 7  | Алессия Больцонетти       | 2002         | 185  | нападающая  | Италия      |
| 8  | Моник Штруббе             | 2001         | 189  | центральная | Германия    |
| 9  | Алессандра Мистретта      | 2002         | 165  | либеро      | Италия      |
| 10 | Мартина Армини            | 2002         | 175  | либеро      | Италия      |
| 11 | Аличе Фарина              | 2000         | 189  | центральная | Италия      |
| 13 | Эшли Эванс                | 1994         | 190  | связующая   | США         |
| 15 | Линда Манфредини          | 2006         | 185  | центральная | Италия      |
| 16 | Михаэла Млейнкова         | 1996         | 185  | нападающая  | Чехия       |
| 22 | Элисса Алькантара         | 2001         | 187  | нападающая  | Пуэрто-Рико |
| 23 | Виола Спампатти           | 2006         | 173  | либеро      | Италия      |
| 24 | Мария Алессандра Гревенна | 206          | 185  | центральная | Италия      |
| 26 | Айлама Сесе Монтальво     | 2000         | 190  | нападающая  | Куба        |

- Главный тренер — Карло Паризи.
- Тренер — Марчелло Червеллин.